# Вудроу, Коли
Коли Вудроу (англ. Cauley Woodrow) родился 2 декабря 1994 года, Хемел-Хемпстед, Англия) — английский футболист, нападающий клуба «Лутон Таун».
Вудроу начинал профессиональную карьеру в футбольном клубе «Лутон Таун», выступавшем в Национальной лиге. В возрасте 16 лет он провел три матча в FA Trophy. В 2011 году он стал первым футболистом не из Премьер-лиги с 1970-х годов, который получил вызов в Молодежную сборную Англии.
В 2011 году Вудроу стал игроком «Фулхэма», но большую часть времени проводил в арендах. В 2018 году форвард присоединился к «Барнсли», где провел четыре сезона. В 2022 году футболист вернулся в «Лутон Таун» и помог клубу вернуться в Премьер-лигу.

## Клубная карьера

### Ранние годы
Коли Вудроу родился в Хемел-Хемпстеде. Его отец, Мартин Патчинг, в прошлом был профессиональным футболистом. В детстве Вудроу тренировался в академии «Тоттенхэм Хотспур». Перед сезоном 2007/08 он присоединился к «Бакхаст Хилл», где в одном из своих первых матчей забил восемь мячей. Принимая участие в Кубке Теско в 2008 году, Вудроу получил награду лучшего нападающего турнира, но его команда потерпела поражение в полуфинале.
Затем Вудроу присоединился к команде Национальной лиги «Лутон Таун», где был членом юношеской команды до 15 лет. В 2010 году он стал финалистом европейского турнира, в котором принимало участие 40 клубов, а сентябре забил шесть голов в матче Молодежного кубка Англии. Ещё будучи пятнадцатилетним, Вудроу попал на скамейку запасных основной команды в игре «Корби Таун». Спустя 12 дней после своего шестнадцатилетия, 14 декабря, форвард дебютировал в составе взрослой команды в кубковой игре с «Уэллинг Юнайтед». Позже, Вудроу также принимал участие в играх с «Аксбриджем», где он отметился забитым голом, и с «Глостер Сити», в котором заработал штрафной удар для «Лутон Таун». Форвард был приглашен в сборную Англии (до 17 лет) на турнир в Португалии в 2011 году.

### «Фулхэм»
В марте 2011 года Коли Вудроу был приобретен футбольным клубом «Фулхэм». В день своего семнадцатилетия Вудроу подписал профессиональный контракт на два с половиной года. Несмотря на полученную травму, форвард смог внести свой вклад в победу «Фулхэма» в Премьер-лиге Академии 2011/12, забив гол в игре с «Блэкберн Роверс».
Вудроу был составе юношеской команды «Фулхэма» на Кубке Далласа в 2013 году. В финальной игре с японским клубом «Касива Рейсол» форвард забил два мяча, а английская команда одержала победу со счетом 5:1. В этом же году он стал капитаном «Фулхэма» (до 18 лет) и помог клубу, второй раз подряд, стать чемпионом Премьер-лиги Академии. Перед сезоном 2013/14 Вудроу продлил контракт до 2016 года.
8 марта 2014 года Вудроу дебютировал в Премьер-лиге в гостевой игре с «Кардифф Сити», где хозяева одержали победу со счетом 3:1. В последнем матче сезона форвард отметился первым забитым голом в высшей лиге Англии, поразив ворота «Кристал Пэлас» на 61 минуте.

#### Аренда в «Саутенд Юнайтед»
2 сентября 2013 года Вудроу присоединился к клубу Второй лиги «Саутенд Юнайтед» на правах аренды сроком один месяц. Молодой форвард сразу занял место в основном составе команды и дебютировал, спустя пять дней после подписания контракта, с командой «Моркам». После четырёх игр аренда была продлена ещё на 28 дней. Он отметился дублем в ворота «Дагенем энд Редбридж» в Трофее футбольной лиги 8 октября. В ноябре срок аренды был продлен до 4 мая 2014 года с возможностью дальнейшего сотрудничества. В ноябре, во время игры с «Портсмутом», Вудроу был удален с поля всего через четыре минуты после выхода на замену за удар соперника локтем. Однако, численное меньшинство не помешало «Саутенд Юнайтед» одержать победу со счетом 2:1. Его аренда была прервана 29 января 2014 года, так как руководство «Фулхэма» было недовольно количеством игр, которые форвард начинал в стартовом составе.

#### Аренда в «Бертон Альбион» и «Бристоль Сити»
Сыграв всего пять матчей в составе «Фулхэма» за первую половину сезона 2016/17, Вудроу был отправлен в аренду в «Бертон Альбион» 27 января 2017 года. За полгода нападающий сыграл 14 матчей и записал на свой счет 5 забитых мячей. 17 августа 2017 года Вудроу присоединился к «Бристоль Сити» на правах аренды до конца сезона.

### «Барнсли»
24 августа 2018 года Коли Вудроу отправился играть в Первую лигу в клуб «Барнсли» по аренде до января 2019 года. 3 января 2019 года он подписал с клубом постоянный контракт на два с половиной года. Форвард стал регулярным игроком основного состава, а «Барнсли» получил повышение в Чемпионшип, заняв вторую позицию в турнирной таблице. В мае 2019 года он продлил контракт с клубом до 2022 года. 22 мая 2021 года Вудроу отличился забитым голом в полуфинале плей-офф Чемпионшипа со «Суонси Сити», но его команда проиграла по сумме двух матчей.

### «Лутон Таун»
21 июня 2022 года Вудроу, спустя 11 лет, вернулся в «Лутон Таун». В мае 2023 года «Лутон Таун» одержал победу в финальной игре плей-офф Чемпионшипа и гарантировал себе место в Премьер-лиге на сезон 2023/24.